# Frida-Lovisa Hamann

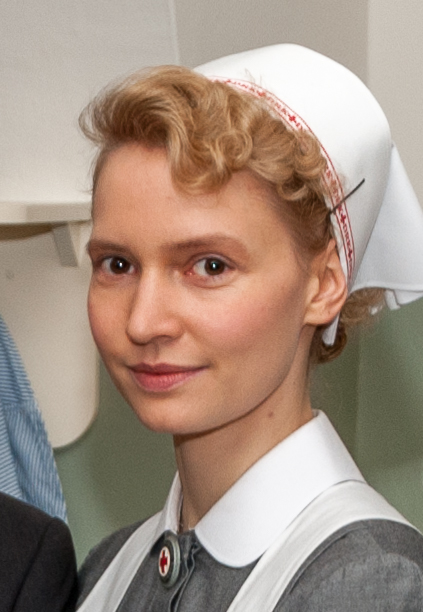
Frida-Lovisa Hamann 2018 als Schwester Christel am Set von Charité

Frida-Lovisa Hamann (geboren 1990 in Berlin) ist eine deutsche Film- und Schauspielerin. Sie gehört seit 2013 dem Ensemble des Wiener Burgtheaters an.

## Leben und Werk
Hamann studierte an der Hochschule für Schauspielkunst „Ernst Busch“ Berlin (Abschluss 2014). Sie spielte im dokumentartheater berlin und gastierte mit dieser Truppe auf Theaterfestivals in Kiew und Skopje. Am bat-Studiotheater in Berlin war sie unter anderem in Dorian Gray (Regie: Peter Miklusz, 2011) zu sehen, an der Schaubühne am Lehniner Platz im Peter-Weiss-Stück Die Verfolgung und Ermordung Jean Paul Marats dargestellt durch die Schauspielgruppe des Hospizes zu Charenton unter Anleitung des Herrn de Sade (Regie: Peter Kleinert, 2012).
2013 wurde die Schauspielerin ans Wiener Burgtheater engagiert und debütierte am 1. Dezember als Prinzessin im Gestiefelten Kater in einer Fassung von Peter Raffalt nach Motiven aus dem Volksmärchen. 2014 folgte die Uraufführung Die lächerliche Finsternis von Wolfram Lotz. Die erfolgreiche Produktion wurde sogleich zum Berliner Theatertreffen 2015 eingeladen. Weitere Rollen an der Burg waren bislang die Rosalie in Kleists Käthchen von Heilbronn (Regie: David Bösch, 2015), die Marina in Tolstojs Die Macht der Finsternis (Regie: Antú Romero Nunes, 2015) und die Jayne in Ferdinand Schmalz’ Stück Dosenfleisch (Regie: Carina Riedl) in einer Kooperation mit den Autorentheatertagen am Deutschen Theater Berlin.
2020 spielte sie in Oskar Roehlers Enfant Terrible, einem Biopic über den deutschen Filmregisseur Rainer Werner Fassbinder, die Rolle der Hanna Schygulla.

## Filmografie
- 2012: Der glasessende Hund, Kurzfilm von Lukasz Majka

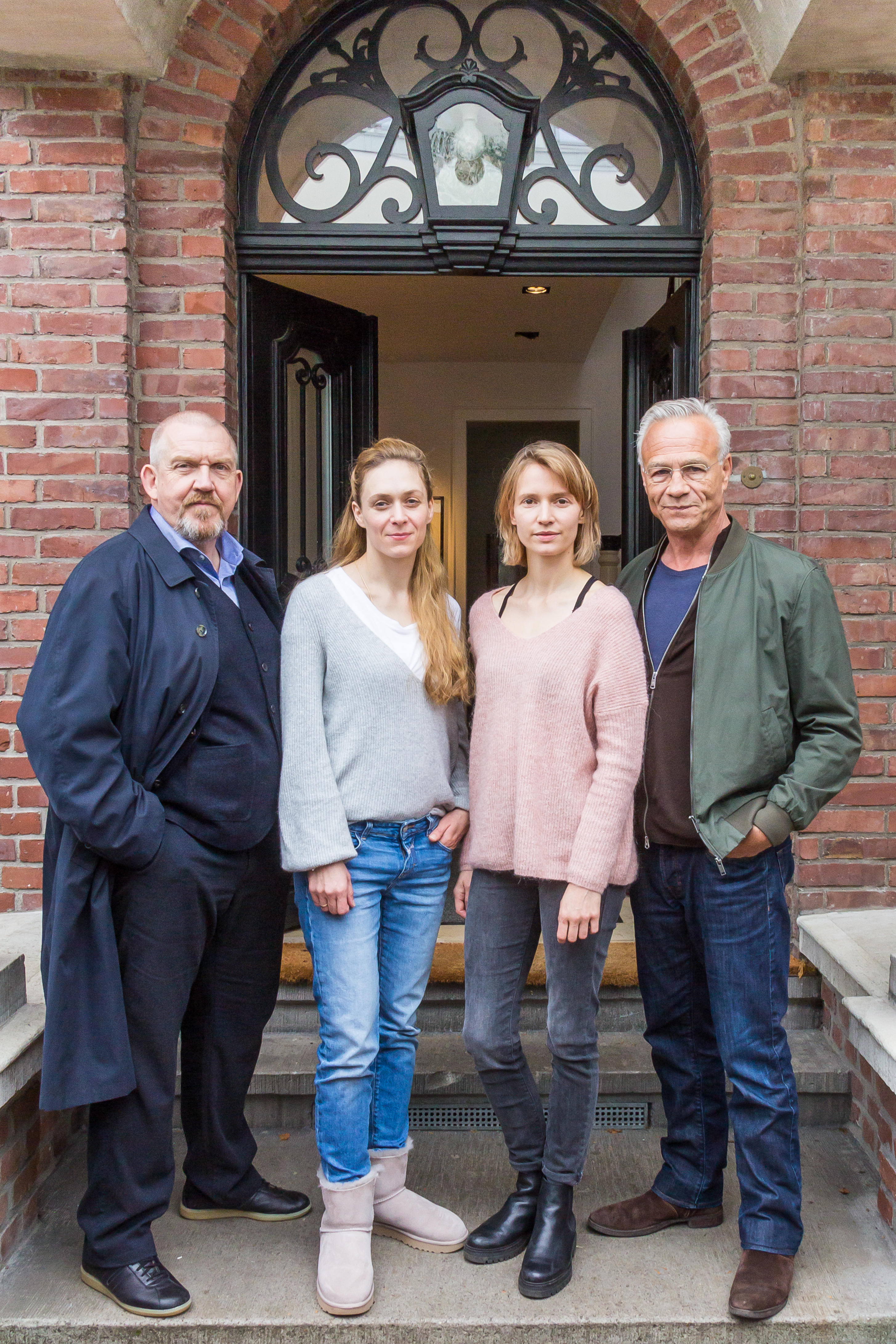
Set am Tatort Gefangen mit (v. l. n. r.): Dietmar Bär, Franziska Junge, Frida-Lovisa Hamann und Klaus J. Behrendt

- 2013: Zuhause, Kurzfilm von Friedrich Tiedtke
- 2015: Die weiße Schlange (Fernsehfilm)
- 2017: Die Vierhändige
- 2017: Zwischen Himmel und Hölle
- 2018: Dengler (Fernsehserie)
- 2019: Charité (Fernsehserie)
- 2020: Tatort: Gefangen (Fernsehreihe)
- 2020: Enfant Terrible
- 2021: Jenseits der Spree: Blutsbande (Fernsehserie)
- 2021: Helen Dorn: Die letzte Rettung (Fernsehreihe)
- 2022: Die Kanzlei – Reif für die Insel (Fernsehfilm)
- 2022: Erzgebirgskrimi – Tödliche Abrechnung (Fernsehreihe)
- 2022: Unterm Apfelbaum – Einsturzgefährdet (Fernsehfilm)
- 2022: Unterm Apfelbaum – Panta Rhei – Alles im Fluss (Fernsehfilm)
- 2022: Spreewaldkrimi: Die siebte Person
- 2023: SOKO Köln (Fernsehserie, Folge Kinderfrei)
- 2024: Wendland: Stiller und der rote Faden
- 2024: Friesland – Sturmmöwen (Fernsehreihe)
- 2024: Nord Nord Mord – Sievers und das Geisterhaus (Fernsehreihe)